# Marianne Stöger
Marianne Stöger (* 24. April 1934 in Matrei am Brenner) ist eine ehemalige österreichische Lepra-Krankenschwester in Südkorea.

## Leben
Marianne Stöger  wuchs in Matrei am Brenner auf und arbeitete nach Abschluss der Krankenschwesterschule von 1955 bis 1962 an der Universitätsklinik Innsbruck. Von 1962 bis 2005 war sie am Sorok Island Hospital in Korea tätig. Seit ihrer Pensionierung lebt sie wieder in Tirol.

## Auszeichnungen
1999 wurde sie mit dem oft als koreanischer Nobel-Preis bezeichneten Ho-Am-Preis ausgezeichnet. Das Preisgeld von 200.000 Dollar spendete sie dem Krankenhaus. 2018 erhielt sie das Ehrenzeichen des Landes Tirol.